# Caserío de San Llorente
Localizado en la provincia de Valladolid (España), el Caserío San Llorente es una pedanía de Salvador de Zapardiel.

## Historia
Al igual que el núcleo de Salvador de Zapardiel del cual es una pedanía histórica, San Llorente perteneció originalmente a la provincia de Ávila, concretamente a la Comunidad de villa y tierra de Arévalo, concretamente al sexmo de Sinlabajos, con la categoría de "Lugar"
Aparece también en el Catastro de Ensenada de 1749 donde se menciona que hay una vivienda y 1 vecino, 1 labrador y 4 jornaleros .

Posteriormente también aparece en el diccionario geográfico-estadístico-histórico de Madoz en el año 1850, concretamente en la descripción de Honcalada (la otra pedanía de Salvador de Zapardiel).
"Honcaladas (Las) (...) y el coto red. de San Llorente, en el que hay una casa de labor con las correspondientes oficinas, la que así como dicho terreno de dicho coto pertenece al marqués de Gallegos" -Pascual Madoz, 1850 en su descripción de Honcalada en la página 217 del tomo IX del diccionario geográfico-estadístico-histórico

A día de hoy, la mitad del caserío se ha eliminado, pero aún conserva una parte de las edificaciones históricas, aunque en mal estado.